# Zamek w Montrésor

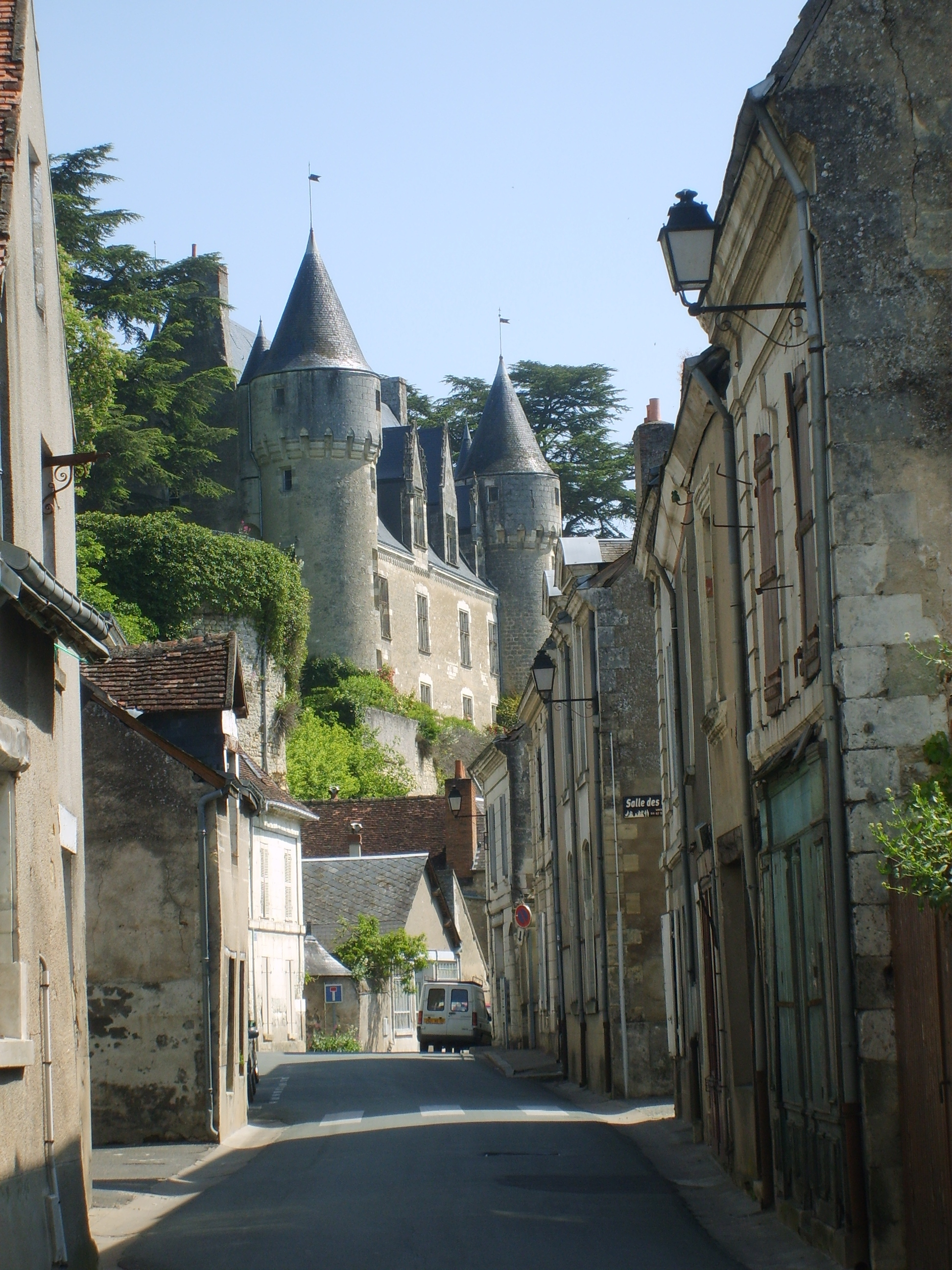
Zamek od strony miasteczka

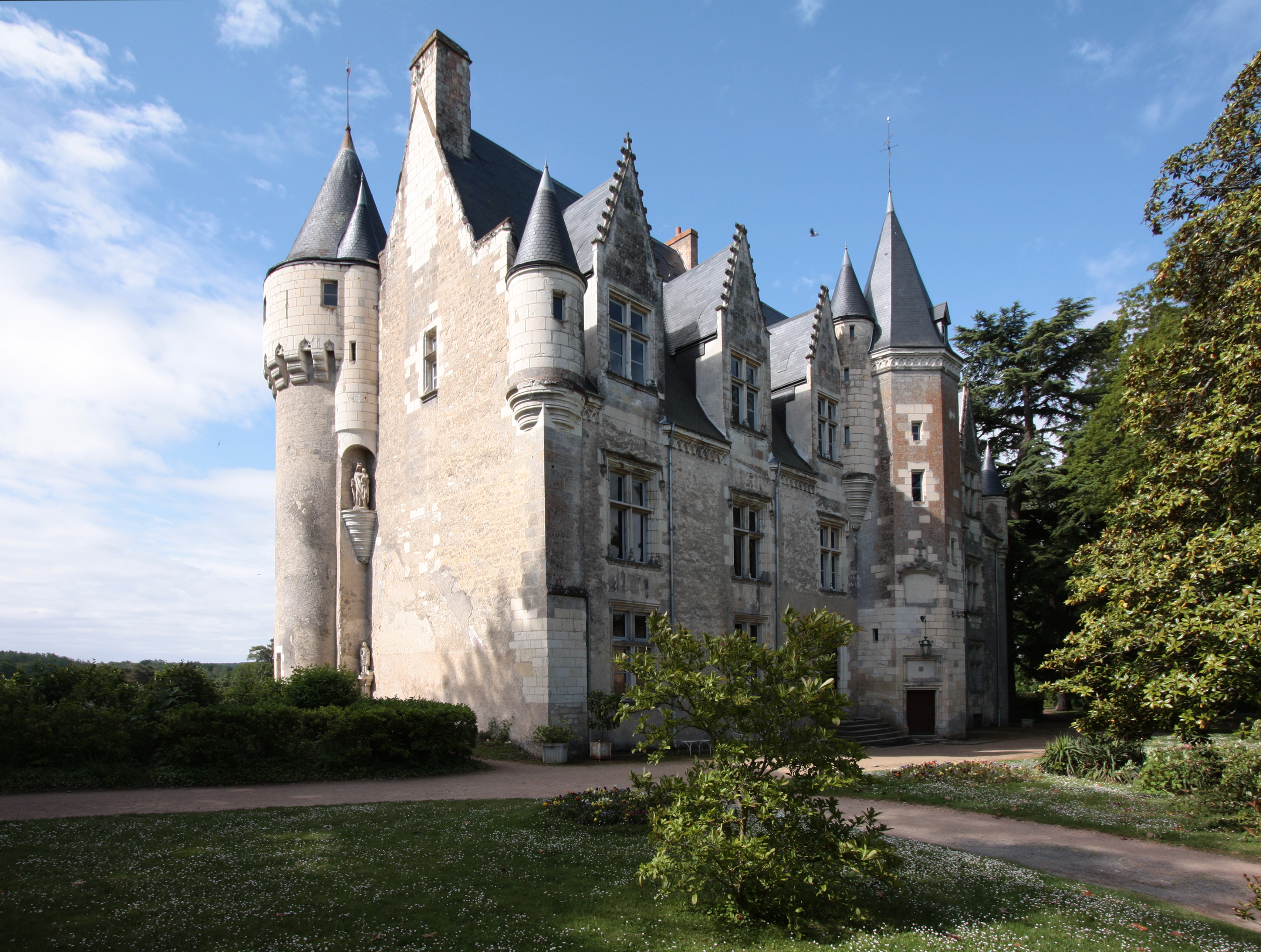
Zamek

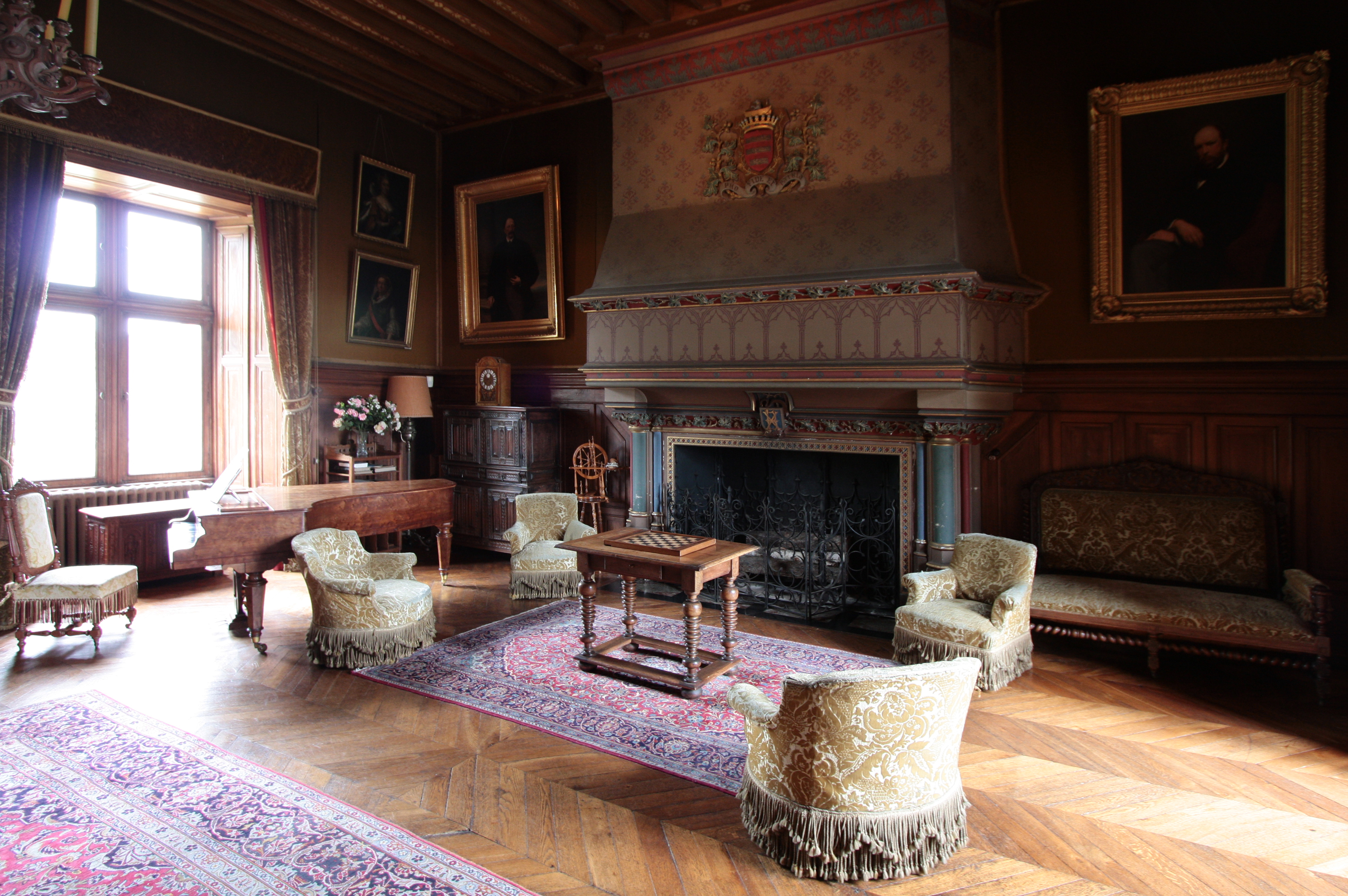
Salon

Zamek w Montrésor – zamek znajdujący się w Montrésor we Francji. W połowie XIX wieku został zakupiony przez Różę z Potockich Branicką, a obecnie znajduje się w rękach rodziny Reyów.

## Historia
Zamek w Montrésor postawił w roku 1005 Fulko Nerra (972-1040) – fundator wielu okolicznych zamków i kościołów. Istotnych zmian dokonał na przełomie XV i XVI wieku Imbert de Batarnay, szambelan Ludwika XI, który w obrębie dawnych fortyfikacji zbudował nowy zamek, którego architektura była połączeniem gotyku i renesansu. Dziś ta część zabudowań zwana jest „starym domem”, w odróżnieniu od „nowego domu”, opartego o północno-wschodni fragment murów.
W późniejszych czasach zamek nie przechodził poważniejszych zmian, jednak często zmieniając właścicieli, podupadał. Największych zniszczeń zamek doznał w czasie Wielkiej Rewolucji Francuskiej, kiedy został zrujnowany, a następnie wystawiony na licytację. Ostatnim właścicielem przed przejściem zamku w polskie ręce był Louis-François-Felix hrabia Jouffroy-Gonssans, który nie zdołał jednak zamku odtworzyć.
W 1849 zamek w opłakanym stanie (w tłumaczeniu na język polski Montrésor znaczy „mój skarb”) odkupiła od niego Róża z Potockich dla swojego syna, hrabiego Ksawerego Branickiego herbu Korczak, by zaczął on prowadzić osiadły tryb życia i założył rodzinę. Ksawery Branicki (1816-1879), który zresztą był jednym z bogatszych ludzi w ówczesnej Francji, olbrzymim nakładem kosztów przez dwadzieścia lat z nadzorem oddanego przyjaciela reperował i urządzał pełne przepychu wnętrza w stylu II Cesarstwa i sprowadził wiele specjalnie dla zamku zakupionych dzieł sztuki, a wśród nich bogate kolekcje malarstwa włoskiego (w tym płótno Veronese). Sprowadził również z Polski wiele portretów rodowych i innych pamiątek.
Reprezentacyjne sale dzisiejszej części muzealnej, posiadają wnętrza takie, jakie je zostawił właśnie hrabia Ksawery. Prócz wielu zabytkowych mebli, przyozdobione są również trofeami myśliwskimi i wędkarskimi oraz kolekcją broni myśliwskiej. Wnętrza zamkowe, które oddają przekonująco swoje zastosowanie to m.in. palarnia, biblioteka, sala balowa czy specjalnie urządzona sala bilardowa. Spośród cennych eksponatów z tego okresu należy wymienić: wielkich rozmiarów obraz przedstawiający masakrę manifestacji w Warszawie w 1861, który namalował Francuz, Tony Robert-Fleury, równie duży obraz Henryka Rodakowskiego przedstawiający delegację austriacką proszącą Jana III Sobieskiego o odsiecz dla Wiednia, oraz obraz Artura Grottgera Muzykantka. Znajduje się tam także szereg obrazów mniej znanych polskich malarzy. W sali balowej znajdują się drewniane płaskorzeźby wykonane przez Pierre'a Vaneau, przedstawiające zwycięstwo Jana III Sobieskiego pod Wiedniem i jego wjazd do miasta. Pierwotnie miały one zdobić cokół pomnika króla, jednak pomnik nigdy nie powstał.
Branicki swoją działalnością na zamku włączył się w nurt działań środowisk patriotycznych, kiedy to gromadzono cenne pamiątki i inne rzeczy mające stanowić ciągłość historyczną narodu nieposiadającego wtedy swojego państwa. Również biblioteka zamkowa posiada wiele cennych materiałów z tego okresu, m.in. szereg autografów polskich i francuskich związanych z Polską.
Ksawery Branicki ożenił się pod koniec życia z Pelagią z Zamoyskich Rembielińską i zmarł bezpotomnie w czasie wyprawy do Egiptu w 1879 r. Zwłoki jego zostały przywiezione do Montrésor dopiero w maju 1880 r. Spoczął w mauzoleum. Właścicielami Montrésor po śmierci Ksawerego byli kolejno: jego brat Konstanty (1824-1884), syn Konstantego Ksawery (1868-1926) (który po Aleksandrze Augustowej z Potockich Potockiej odziedziczył w 1892 również Wilanów), Jadwiga, córka Ksawerego i Anny Potockiej, która wyszła za mąż za hr. Stanisława Reya h. Oksza, ich syn Stanisław ożeniony z Marią z Potockich h. Pilawa (zm. 15.08.2020). Dziś w zamku zamieszkują: hr. Maria z Potockich Reyowa (1929-2020) z synem Konstantym.
Dzisiejszy zamek, choć dobrze utrzymany i zachowujący funkcjonalność w sporej części dawnych murów, nie stanowi już jednak całości sprzed wieków. Niektóre jego fragmenty to dobrze zachowane i utrzymane ruiny. Spośród czynnych pomieszczeń zamkowych część ma charakter muzealny, a reszta jest niedostępna i ma charakter prywatny, mieszkalny. W zamku nadal toczy się normalne, a czasami nawet intensywne życie. W zamku znajdują się także lochy, z których część do tej pory pozostaje niezbadana. Zamek leży na uboczu szlaków turystycznych, a dość senny sezon turystyczny trwa od kwietnia do połowy listopada. Jedną z zalet zamku jest to, że jego nastrój podtrzymywany jest właśnie przez brak tłumów turystów. Stanowi to jednak problem finansowy. Głównym celem i zajęciem rodziny jest zachowanie zamku w niezmienionej postaci, zachowanie znajdujących się w nim licznych pamiątek narodowych. Muzeum na zamku w Montrésor jest jednak stałym elementem wielu wycieczek z Polski. Senna atmosfera zamku Reyów (bo również tak jest on obecnie nazywany) ożywiana jest w czasie świątecznych spotkań rodzinnych (m.in. Potoccy, Braniccy, Czartoryscy), a zwłaszcza rodowych ślubów, które się tam odbywają.
Zamek posiada muzeum oraz bibliotekę zawierające wiele cennych eksponatów związanych z Polską i jest jednym z członków założycieli działającej od 1979 Stałej Konferencji Muzeów, Archiwów i Bibliotek Polskich poza Krajem, obok takich instytucji jak Muzeum Narodowe Polskie w Rapperswilu, Instytuty Sikorskiego i Piłsudskiego w Londynie, Instytut Józefa Piłsudskiego w Ameryce, Biblioteka Polska w Paryżu i wiele innych.